# Kaleen
Marie-Sophie Kreissl (Wels, Alta Austria, 12 de noviembre de 1994), conocida profesionalmente como Kaleen, es una cantante, bailarina y coreógrafa austriaca. Representó a Austria en el Festival de la Canción de Eurovisión 2024 con la canción «We Will Rave».

## Trayectoria artística
Kaleen creció en Ried im Traunkreis en la Alta Austria. Ella es la nieta de Hanneliese Kreißl-Wurth, una compositora, letrista y productora en los géneros de música popular y folclórica. Ella tomó clases de ballet por primera vez a los dos años. A la edad de siete años, ganó su primer título de campeona austriaca.
Kaleen cita a Dua Lipa, Little Mix, Ariana Grande, Beyoncé y Zara Larsson como sus influencias musicales.
En 2014 participó en la versión alemana del concurso de baile Got to Dance y llegó a la final junto con su pareja de baile. Desde 2020 trabaja como coreógrafa y directora para ORF, incluido el espectáculo Starmania. En 2021, fundó su propio sello discográfico, Wifi Records. Su primer álbum, Stripping Feelings, se lanzó en septiembre de 2023.
Desde 2018, también participa en el Festival de la Canción de Eurovisión y en el Festival de la Canción de Eurovisión Junior en varios puestos: como cantante suplente en los ensayos; como bailarina y coreógrafa para los actos de intervalo en el festival de 2018; como directora creativa para España y Bulgaria en el festival junior de 2021; como directora creativa para España y directora general de escena en el festival de 2022; y ayudó a crear las representaciones teatrales de Austria, Armenia, Alemania y Georgia en el concurso de 2023.
El 16 de enero de 2024, se anunció que Kaleen había sido seleccionada internamente como representante de Austria en el Festival de la Canción de Eurovisión 2024, que se llevará a cabo en Malmö, Suecia. La canción, titulada «We Will Rave», fue descrita como dance pop e inspirada en el techno. Se lanzó el 1 de marzo de 2024. Kaleen se clasificó desde la segunda semifinal de Eurovisión el 9 de mayo de 2024. La canción terminó en el puesto 24 de 25 participantes, con 24 puntos en total.

## Discografía

### Álbumes de estudio
| Título             | Detalles |
| ------------------ | --- |
| Stripping Feelings | - Lanzamiento: 22 de septiembre de 2023 - Discográfica: Wifi Records - Formatos: Descarga digital, streaming |

### Sencillos
| Sencillo                    | Año  | Álbum/EP           |
| --------------------------- | ---- | ------------------ |
| «Too Good to Not»           | 2021 | Sencillo sin álbum |
| «Don't Wanna Leave You Now» | 2021 | Sencillo sin álbum |
| «Games»                     | 2022 | Sencillo sin álbum |
| «Put You Down»              | 2022 | Sencillo sin álbum |
| «What It Feels Like»        | 2023 | Stripping Feelings |
| «We will rave»              | 2024 |                    |
| «Knocking on heaven's door» | 2025 | "Mine"             |